# Macnelly Torres
Macnelly Torres Berrío (Barranquilla, 1 november 1984) is een Colombiaans profvoetballer, die speelt als aanvallende middenvelder. Hij begon zijn profcarrière in 2002 bij Atlético Junior.

## Clubcarrière
Torres speelde vier seizoenen voor Atlético Junior, en kwam daarnaast uit voor Cúcuta Deportivo en Colo-Colo. Sinds 2013 staat hij onder contract bij Al Shabab uit Saoedi-Arabië.

## Interlandcarrière
Torres speelde tot op heden 37 interlands (drie doelpunten) voor Colombia. Onder leiding van bondscoach Reinaldo Rueda maakte hij zijn debuut in de tweede groepswedstrijd bij de strijd om de CONCACAF Gold Cup 2005: op 10 juli 2005 tegen Honduras. Colombia verloor dat duel met 2-1. Torres viel in die wedstrijd na 76 minuten in voor Wason Renteria.

## Erelijst
Atlético Junior
- Copa Mustang

2004-II
 Colo-Colo
- Primera División

2008-C, 2009-C
 Atlético Nacional
- Copa Mustang

2011-I, 2013-I
- Copa Colombia

2012
- Superliga Colombiana

2012